# Dubos Frères
Dubos Frères est une entreprise de carrosseries automobiles de renom, installée à Puteaux et dirigée par les fils (Léo, Jean et Pierre) de Louis Dubos (qui avait notamment carrossé la Bugatti 51). 
Après le décès de leur père en 1947, ses trois fils reprirent l'activité de carrosserie et s'installèrent à Puteaux. Toute la famille logeait près des ateliers mais dans des appartements séparés.
Au salon de l'automobile de 1946, ils exposent un coupé sur châssis 135 M Delahaye, probablement une œuvre posthume de leur père. En effet, celui-ci est habillé d'une moulure latérale, caractéristique des dernières œuvres de Louis Dubos. Vendue à Eberhard von Stohrer, ambassadeur d'Allemagne en Espagne (à Madrid), elle y restera jusqu'en 1980. Elle rejoindra alors les États-Unis pour une restauration complète. Elle est aujourd'hui dans une collection privée.
En 1947, les frères Dubos présentent leur premier coach sur châssis 135 Delahaye. Proche des dessins d'avant-guerre, ils seront d'abord vendus avec la calandre bombée type « avant-guerre » avant d'être habillée par le masque d'escrime, dessiné par Philippe Charbonneaux.
Pour le salon de Paris 1949, Dubos Frères expose 2 coach 135 Delahaye et un cabriolet Talbot-Lago T26. Dorénavant connu pour le sérieux de ses réalisations, le carrossier fait appel au styliste Philippe Charbonneau pour dessiner ce qui sera le futur coach "Gascogne". Il s'agira de la première collaboration du dessinateur avec la marque Delahaye, avant le type 175 et surtout le type 235. Ce modèle sera sûrement le plus produit par Dubos puisqu'il est fait état de 16 exemplaires dans la revue allemande Das Auto Motor und Sport (1961). Aujourd'hui, 13 coach ont été recensés par le CLUB DELAHAYE.
Accolé au modèle Gascogne, un second coach est exposé. Il s'agit d'un modèle unique sur châssis 135 MS. Celui-ci sera également exposé au salon 1950 mais dans une couleur plus claire. Il a été retrouvé au Brésil et fait partie aujourd'hui d'une collection privée.
Après la Seconde Guerre mondiale, le carrossier dessine pour Talbot-Lago le premier coupé Grand Sport.
L'entreprise disparaît vers 1950.